# Paloma Salas
Paloma Francisca Salas Ortiz (Santiago, 24 de junio de 1985) es una comediante, actriz, guionista y locutora radial chilena. Ha sido reconocida como una de las pioneras del stand-up comedy en Chile.

## Biografía
Nacida en Santiago y formada en el Santiago College, Salas ingresó a Bachillerato en Humanidades en la Universidad Adolfo Ibáñez en 2004. Tras ser expulsada de la universidad por sus bajas calificaciones, alternó un trabajo con el diplomado de guion en la Pontificia Universidad Católica de Chile.
En 2006 colaboró con Julio Rojas Gutiérrez en la escritura de guion de la película La vida de los peces, dirigida por Matías Bize. Ese mismo año ingresó a Literatura en la Universidad Diego Portales.
En 2009 debutó en el stand-up comedy, teloneando a la actriz y comediante Jani Dueñas en sus sesiones en El Cachafaz. Cuatro años más tarde, participó junto a Natalia Valdebenito, Jani Dueñas y José Miguel Villouta en el show de stand-up Hardcore.
En 2013 debutó en televisión como panelista del programa Vigilantes en La Red. También fue invitada al programa de humor Club de la Comedia transmitido por Chilevisión.
Entre 2015 y 2016 cocondujo el programa Campo minado de Via X, donde habló de temas contingentes mezclado con humor junto a Jani Dueñas, Natalia Valdebenito, Claudia Aldana y Constanza Michelson.
En 2015 fue panelista del pódcast Dueñas de Nada, conducido por Jani Dueñas en el sitio web Mólecula. Dos años más tarde, junto a la misma comediante, transmitieron el programa Dueñas de Salas, en la radio en línea Niu Radio hasta 2018.
En 2018 fue elegida una de los 100 líderes jóvenes de ese año, por la revista Sábado de El Mercurio. Al año siguiente, teloneó una rutina humorística junto a Jani Dueñas antes de la presentación en Santiago del colectivo ruso punk y artístico Pussy Riot. Ese mismo año protagonizó, junto a Mariana Derderian la película Ella es Cristina del director Gonzalo Maza.
En 2020 lanzó su primer disco, Paloma Salas: lo tiene todo, publicado por el sello Cósmico Comedia, cofundado por Salas y Fabrizio Copano.
En 2022 estrenó el podcast Expertas en nada junto a la actriz Elisa Zulueta, convirtiéndose en el octavo podcast más escuchado en Chile en 2023. En su primer show en vivo, realizado en el Teatro Oriente, agotaron las entradas en una hora.
El 2024, Paloma Salas tuvo su debut oficial como guionista, para la película El lugar de la otra, dirigida por Maite Alberdi y protagonizada por Elisa Zulueta y Francisca Lewin.

## Filmografía

### Televisión
| Año       | Programa              | Rol                 | Canal       |
| --------- | --------------------- | ------------------- | ----------- |
| 2013      | Vigilantes            | Panelista           | La Red      |
| 2013      | El club de la comedia | Comediante invitada | Chilevisión |
| 2015-2016 | Campo minado          | Coanimadora         | Via X       |
| 2022      | La divina comida      | Concursante         | Chilevisión |

### Películas
| Año  | Película            | Rol       | Director      |
| ---- | ------------------- | --------- | ------------- |
| 2019 | Ella es Cristina    | Susana    | Gonzalo Maza  |
| 2024 | El lugar de la otra | Guionista | Maite Alberdi |

### Podcasts
| Año       | Programa         | Rol          | Plataforma  |
| --------- | ---------------- | ------------ | ----------- |
| 2015      | Dueñas de nada   | Panelista    | Molécula.cl |
| 2017-2018 | Dueñas de Salas  | Coconductora | Niu Radio   |
| 2022-     | Expertas en nada | Coconductora | Spotify     |